# Children of Darkness
Pour plus de détails, voir Fiche technique et Distribution.
Children of Darkness est un film américain réalisé par Ara Chekmayan et Richard Kotuk, sorti en 1983.

## Synopsis
Le documentaire s'intéresse à des enfants et des adolescents atteints de trouble psychique et soignés dans des institutions isolées de l'extérieur.

## Fiche technique
- Titre : Children of Darkness
- Réalisation : Ara Chekmayan et Richard Kotuk
- Scénario : Ara Chekmayan et Richard Kotuk
- Narration : Peter Thomas
- Photographie : Chuck Levey
- Montage : Ara Chekmayan
- Production : Ara Chekmayan et Richard Kotuk
- Société de production : WNET, CPB et Public Television Stations
- Pays de production :  États-Unis
- Genre : Documentaire
- Durée : 57 minutes
- Date de sortie : 
  - États-Unis : 1983

## Distinctions
Le film a été nommé à l'Oscar du meilleur film documentaire.